# スペシャル・イングリッシュ
スペシャル・イングリッシュ（Special English）は、アメリカ合衆国の国営放送局、ボイス・オブ・アメリカが通常の放送の中で使用している一種の簡略化された英語のことである。そのニュース番組は、限られた語彙と簡易な文法を用い、通常よりもゆっくりとしたスピードで読み上げられる。番組はインターネットを利用してストリーミング、およびダウンロードして聴くことが可能である。動画放送もあり、YouTubeの公式チャンネルで視聴できる。

## 概要
スペシャル・イングリッシュの利用を想定されている主な対象者は、英語を母語としない人々であり、例えば、学校で英語を勉強していても、日常生活で英語を話す機会がない学生などである。
一例をあげると、2002年4月の放送原稿中に、diabetes (糖尿病)に関する次のような記事がある：
（原文）"The World Health Organization estimates that as many as one-hundred-twenty-million people have the disease diabetes. Diabetes is the name for several diseases with one thing in common: there is too much glucose, or sugar, in the blood. The disease develops when the body does not produce enough insulin or produces no insulin. Or the disease develops when the body cannot use insulin." 
（日本語訳）「国際連合の世界保健機関の推定によれば、 1億2千万人もの人々がdiabetesにかかっています。diabetes とは、次の特徴を共有する数種類の病気の総称です。すなわち、glucose、つまりsugar（糖）が血液中に多量に含まれていることです。この病気は、インスリンが十分生産されないか、全く生産できない場合に発病します。また、身体がインスリンを利用できないときにも発症します。」
もう一つ例として、ローリング・ストーンズに関する原稿を紹介する：
（原文）"The popularity of the Beatles led the way for more rock and roll bands from England to become popular in America. The Rolling Stones was the most important of these bands. The Rolling Stones is one of the few groups from the nineteen-sixties that is still performing and recording today. In nineteen sixty-five, the group recorded one of its most famous songs, 'Satisfaction'."
（日本語訳）「ビートルズが人気を得たことで、イギリスの多くのロックグループが、アメリカで人気を獲得するようになりました。ローリング・ストーンズは、その代表です。ローリング・ストーンズは、1960年代から今なお演奏やレコーディング活躍を継続している数少ないグループです。1965年、グループは『サティスファクション』という最も有名な曲を発表しました。」
英語を母語としない聴取者（リスナー）にとって、スペシャル・イングリッシュは簡潔で明瞭なニュースや情報を提供するだけでなく、アメリカ英語のスキル向上に役立つものである。中国を始めとした複数の国では、スペシャル・イングリッシュは若年世代や英語の中級レベルの学習者のあいだでますます人気を得ている。
また、上記の例文をみて分かるようにスペシャル・イングリッシュでは、用いている語彙が相対的に少ないことが窺える。実際、VOAにおいて登場する英文は、『VOA Special English Word Book』に記載された1500語に限られる。1500語の中には、dog（犬）やcat（猫）のように、知らない人間を探すほうが難しい単語も含まれる。ただし、固有名詞は1500語の例外とされる。また、活用（例えばis, are, beは1語とカウントされる）や時制の違い(is, was, been)、同一単語が異なる品詞で使われるケース（loveなどの様に）は一語とされる。また、特に動詞や前置詞は語法に関するルールが細かく、使い方が変われば意味が変わるケースがあるが（基本義からそこまではなれないという節度を持ちながらも）、ある程度柔軟（かつ正しく）にさまざまな用法を用いているように見える。なお、『VOA Special English Word Book』は、VOAのサイトに公開されている。
スペシャル・イングリッシュの利用が正式に開始されたのは、1959年10月19日である。